# トレヴィーゾ
トレヴィーゾ（伊: Treviso ( 音声ファイル)）は、イタリア共和国ヴェネト州の都市で、その周辺地域を含む人口約85,000人の基礎自治体（コムーネ）。トレヴィーゾ県の県都である。

## 概要
トレヴィーゾには、アパレル会社のベネトン、電機メーカーのデロンギの本社が置かれている。過去に自転車メーカーピナレロの創業店があった。
面積、人口、人口密度は滋賀県の守山市と同程度である。

### 名称
標準イタリア語以外の言語では以下の名称を持つ。
- ヴェネト語: Trevizo
- フランス語: Trévise
- ラテン語: Tarvisium

## 地理

### 位置
トレヴィーゾのトレヴィーゾの市街は、ヴェネツィアから北へ30km、ヴィチェンツァから東へ50km、パドヴァから北東へ40km、コルティナ・ダンペッツォから南へ120kmの距離にあり、ボッテニーガ川（ピアーヴェ川支流）とシレ川の合流地点に位置する。
ヴェネツィア湾とアルプス山脈の間に広がるヴェネト平野 (Venetian Plain) にある都市で、地勢は平坦である。ピアーヴェ川の右岸（南西）側にあり、15km北東をピアーヴェ川が流れる。

### 地形

#### 山地
- アルプス山脈

#### 河川
主な川
- ボッテニーガ川（ピアーヴェ川支流）
- シレ川

#### 平野
- ヴェネト平野

#### 海岸
湾岸
- ヴェネツィア湾

### 気候分類・地震分類
気候分類では、zona E, 2378 GGに分類される。
また、イタリアの地震リスク階級 (it) では、zona 2 (sismicità media) に分類される。

### 地域

#### 行政区画
以下の分離集落（フラツィオーネ）がある。
- Monigo, San Paolo, Santa Bona, San Pelajo, Santa Maria del Rovere, Selvana, Fiera, Sant'Antonino, San Lazzaro, Sant'Angelo, San Giuseppe, Canizzano

### 人口
人口84,841人（2023年）のうち、3,000人ほどがヴェネツィア共和国時代の城壁内（ラ・ムーラ地区）か歴史地区に住み、80,000人が都会的な中心地区で暮らす。一方で市の後背地にはおよそ170,000人の人口がある。

### 隣接自治体

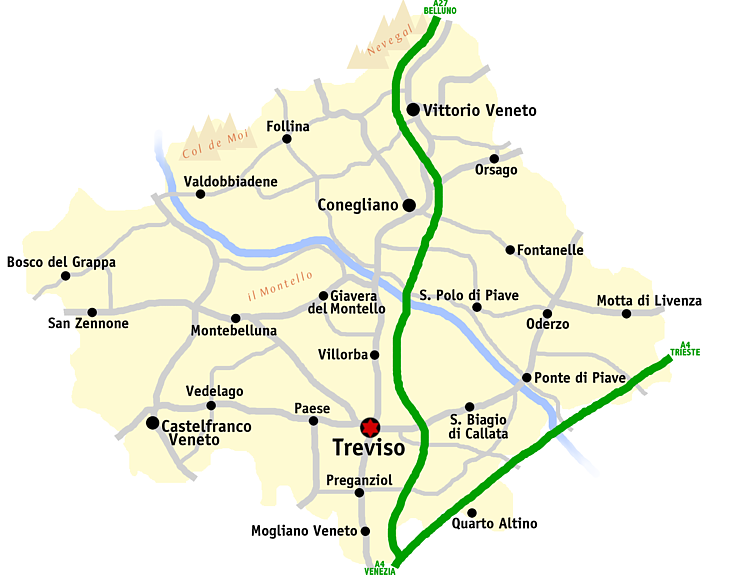
トレヴィーゾ県概略図

隣接するコムーネは以下の通り。
| - カルボネーラ - カジエール - パエーゼ - ポンツァーノ・ヴェーネト - プレガンツィオール | - クイント・ディ・トレヴィーゾ - シレーア - ヴィッロルバ - ゼーロ・ブランコ |

## 歴史

### 古代
一部の学者らは、古代都市タルヴィシウム（Tarvisium）の名はケルト系のタウルシ人（Taurusci）の定住地から発生したとする。その他の学者らは、印欧語の語源を持つタルヴォス（雄牛）が語源であるとしている。
タルヴィシウムはアドリア・ヴェネティ人の都市で、古代ローマがガリア・キサルピナを自らの領土に加えた後の紀元前89年にムニキピウムとなった。市民はローマの一部族クラウディアを起源としていた。市は、古代から中世初期にかけてローマ領ヴェネトの2つある主要都市オピテルギウム（現オデルツォ）とアクイレイアとをつなぐポストゥミア街道に近接していた。トレヴィーゾはプリニウスのような古代の記述者によってごくわずかに記録が残されている。プリニウスはシレ川のことを指すシリス川について書いていた。 
ローマ時代、キリスト教がトレヴィーゾで広まった。ペテロによって司教に任命されていたギリシャ人のプロスドキムスは、トレヴィーゾとその周辺にカトリックの信仰をもたらした。4世紀、キリスト教徒人口は定住する司教がいることから十分な人数であったことがわかる。 

### 中世
初期
トレヴィーゾは、イタリアへ侵入した蛮族の辿った経路上にあった。トレヴィーゾは、西ローマ帝国滅亡後に他のイタリア各地がそうであったように、人口も経済も下降していった。しかし、フン族の王アッティラが勢力を伸ばし、6世紀の間は重要な市のままであった。言い伝えによると、トレヴィーゾはゴート戦争の最中に東ゴート族の王トーティラが生まれた地であるという。ゴート戦争の後ただちに、トレヴィーゾは東ローマ帝国のラヴェンナ総督領に568年まで組み込まれていた。その後ロンゴバルド族の支配下に入り36ある公爵領の一つとなり、重要な硬貨が鋳造された。最後のロンゴバルド王デジデリウス時代、硬貨は特に重要であり、北イタリアがフランク王国に併合された後も硬貨が大量生産され続けた。トレヴィーゾ出身者らはヴェネツィアの誕生にも役割を担っていた。 
カール大帝 は、トレヴィーゾを辺境侯領マルカ・トレヴィギアナ（Marca Trevigiana）の首都とし、これは数世紀にわたり続いた。
中期
トレヴィーゾはロンバルディア同盟に加わり、1183年のコンスタンツの和議（en:Peace of Constance）後に自治を獲得した。これは北イタリアにおいて僭主政治が始まるまで続いた。多様な一族らがトレヴィーゾの支配者となった。1237年から1260年まで治めたのはダ・ロマーノ家であった。教皇派と皇帝派の争いの間、1283年に最初の勝利がゲラルド3世・ダ・カミーノとともにもたらされた。その後トレヴィーゾは1312年まで続いた目を見張る経済発展の繰り返しを経験した。トレヴィーゾとその衛星都市カステルフランコ・ヴェネトは、パドヴァと対立するトレヴィーゾ人によってつくられた。そしてダ・カッラーラやスカリジェリを含む近郊勢力の欲望を駆り立てるようになった。ダ・カミーノ家最後の領主リッツァルド4世・ダ・カミーノ没落後、マルカは絶え間ない抗争と略奪の地となった（1329年-1388年）。
トレヴィーゾの公証人で医師のオリヴィエーロ・フォルツェッタは、骨董品と絵画の熱狂的な収集家であった。彼のコレクションは1369年にカタログとして出版された。これはこの時から存在するカタログとして最古のものである。

### ヴェネツィア時代
1329年から1339年のスカリジェリ家（ヴェローナ領主）支配後、市はヴェネツィア共和国に組み込まれ、共和国の初のイタリア本土領として有名になった。1318年以降、短期間だが大学が置かれた。ヴェネツィア支配は無数の恩恵をもたらした。しかし、トレヴィーゾはヴェネツィアの戦争に巻き込まれることが必須となった。1381年から1384年、市はオーストリア公に征服され支配された。そして1388年までカッラレシ家が同様に支配した。ヴェネツィアへ市が返還されると、市は防衛を強化し、現在も存在する城壁と塁壁の重厚なラインがもたらされた。これらは建築家ジョヴァンニ・ジョコンドの指揮のもとで1世紀かけて刷新され、城門のうち2つがロンバルディア様式で建てられた。多くの運河が複数の水車とともに開発された。これは主として地元でとれる穀物を脱穀するための水力を欲したからだった。水路は全て航行可能で、バルコーニ（船）がヴェネツィアからトレヴィーゾ港へ到着した。そこではリヴィエラ・サンタ・マルゲリータ沿いの旅行者には通行税が、荷揚げされた商品に対しては税金支払い義務が生じた。漁師は毎日トレヴィーゾの魚市場へ出す新鮮な魚をとることができた。現在も島は市の一部と2本の小さな橋でつながっている。  

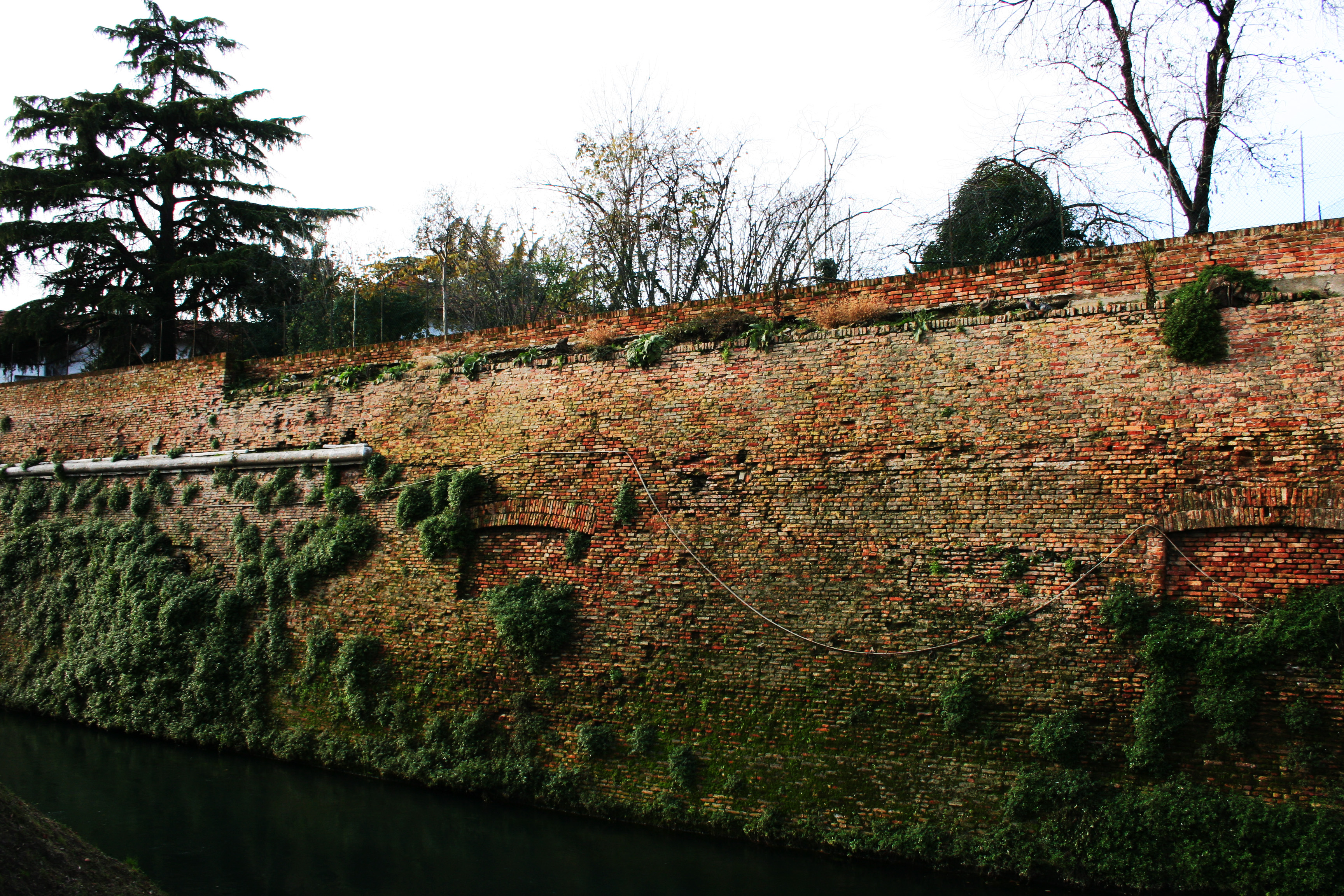
城壁

### フランスとオーストリアの支配
トレヴィーゾは1797年にモルティエ指揮下のフランス軍に占領され、モルティエはトレヴィーゾ公とされた。フランス支配はナポレオン没落まで続き、その後オーストリア＝ハンガリー帝国の領有となった。市民はそれでも心中では没落したヴェネツィア共和国寄りであり、帝国の支配を喜ばず、1848年3月にはオーストリア軍駐屯地を襲った。しかし町が砲撃された後、人々は6月のうちに捕らえられて追放された。オーストリア支配は、ヴェネト州の残りと共にイタリア王国へ併合されるまで続いた（1866年）。

### 近現代
20世紀
第一次世界大戦中、トレヴィーゾはオーストリアの最前線に近い戦略的要地となった。ちょうど市の北でヴィットリオ・ヴェネトの戦いが起こり、これが戦争の変換点となった。 
第二次世界大戦中、イタリアの強制労働収容所がトレヴィーゾに設置され、ユーゴスラビア王国のレジスタンスやユーゴスラビア市民らを収容し広く利用された。収容所は1943年のイタリア降伏で解散された。大戦末期の1944年4月7日、市は連合国側の空爆を受けた。市の中世地区の大部分が破壊され、パラッツォ・デイ・トレチェントも損傷した（のちに再建）。空襲で死者7,000人が出た。
近年、少なくとも2回の襲撃が自称ウナボンベル・イタリアーノ（it）というテロ集団によって引き起こされた。

## 対外関係

### 姉妹都市・提携都市
- ティミショアラ（ルーマニア国）
- オルレアン（フランス共和国）
- ゲルフ（カナダ連邦 オンタリオ州）
- サラソータ（アメリカ合衆国 フロリダ州）
- クリチバ（ブラジル連邦共和国）
- ネウケン（アルゼンチン共和国）
- グリフィス（オーストラリア連邦 ニューサウスウェールズ州）
- 一宮市（日本国 中部地方 愛知県）
  - 2013年（平成25年）1月30日 - 友好交流に関する協定書調印[7]

2005年の愛・地球博を契機に一宮市とイタリアとの交流開始。2007年からトレヴィーゾとの間で繊維とファッションを共通点とした交流などが深まる。

## 経済

### 第二次産業

#### 工業
繊維工業
トレヴィーゾには、アパレル会社のベネトン
機械工業
電機メーカーのデロンギの本社が置かれている。

## 交通

### 空路

#### 空港
- トレヴィーゾ空港

## 観光
- サン・フランチェスコ教会　-　後期ロマネスク様式と初期ゴシック様式。13世紀建築。本堂1つと礼拝堂が5つ。
- ロッジア・デイ・カヴァリエーリ　-　東ローマ様式の影響を受けたトレヴィーゾのロマネスク様式例。13世紀後半のトレヴィーゾの市民隊長アンドーレア・ダ・ペルージャが、上流階級のための会合の場として建設した。
- サン・ニコロ教会　-　13世紀ヴェネツィア・ロマネスク様式と、フランスのゴシック様式要素の混合。
- ドゥオーモ　-　正式名称はサン・ピエトロ大聖堂。ローマ時代後期に建てられた小さな教会から発祥。後に多く手が加えられ、現存するローマ時代からのものは門のみとなっている。

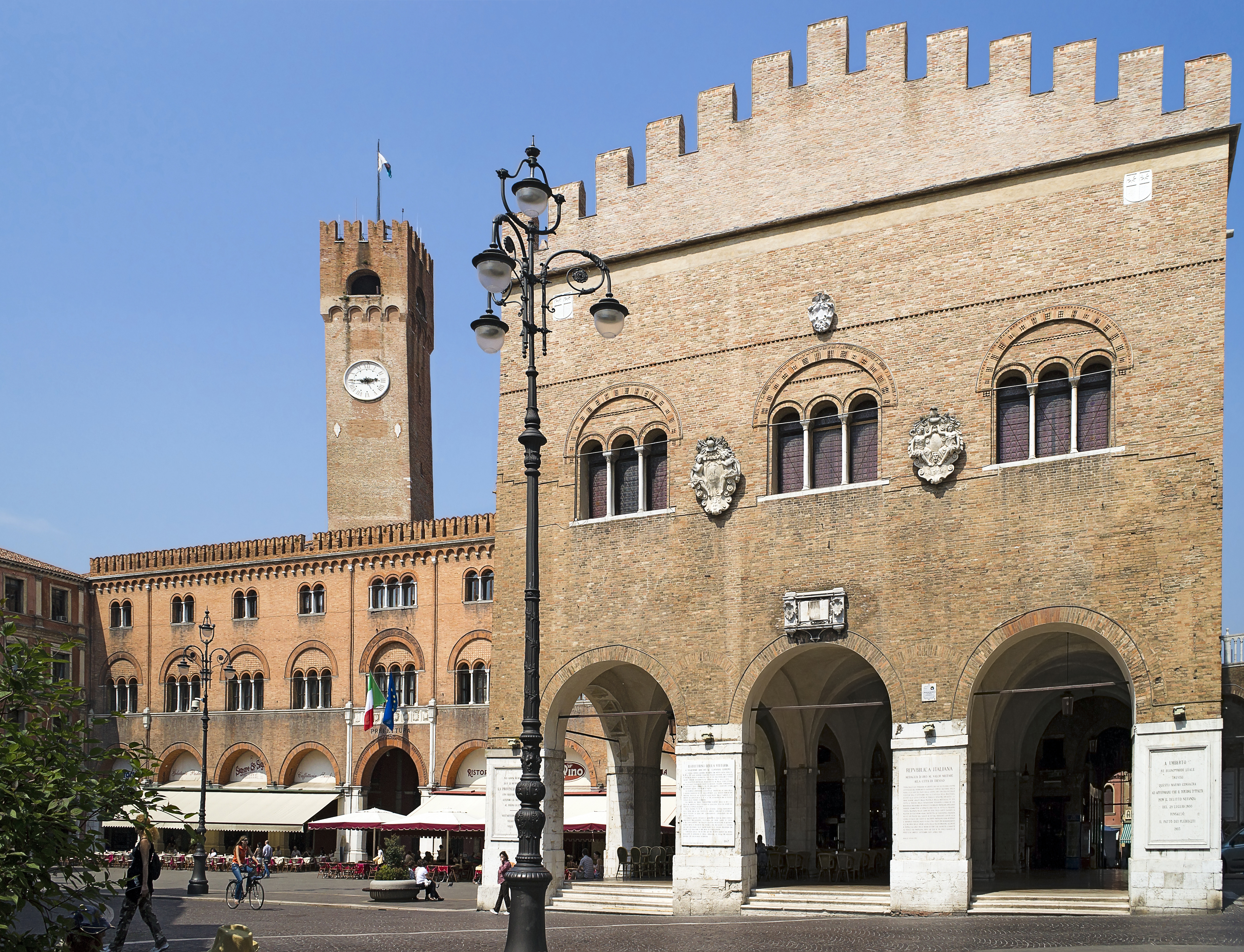
セニョーリ広場と時計塔
ドゥオーモ
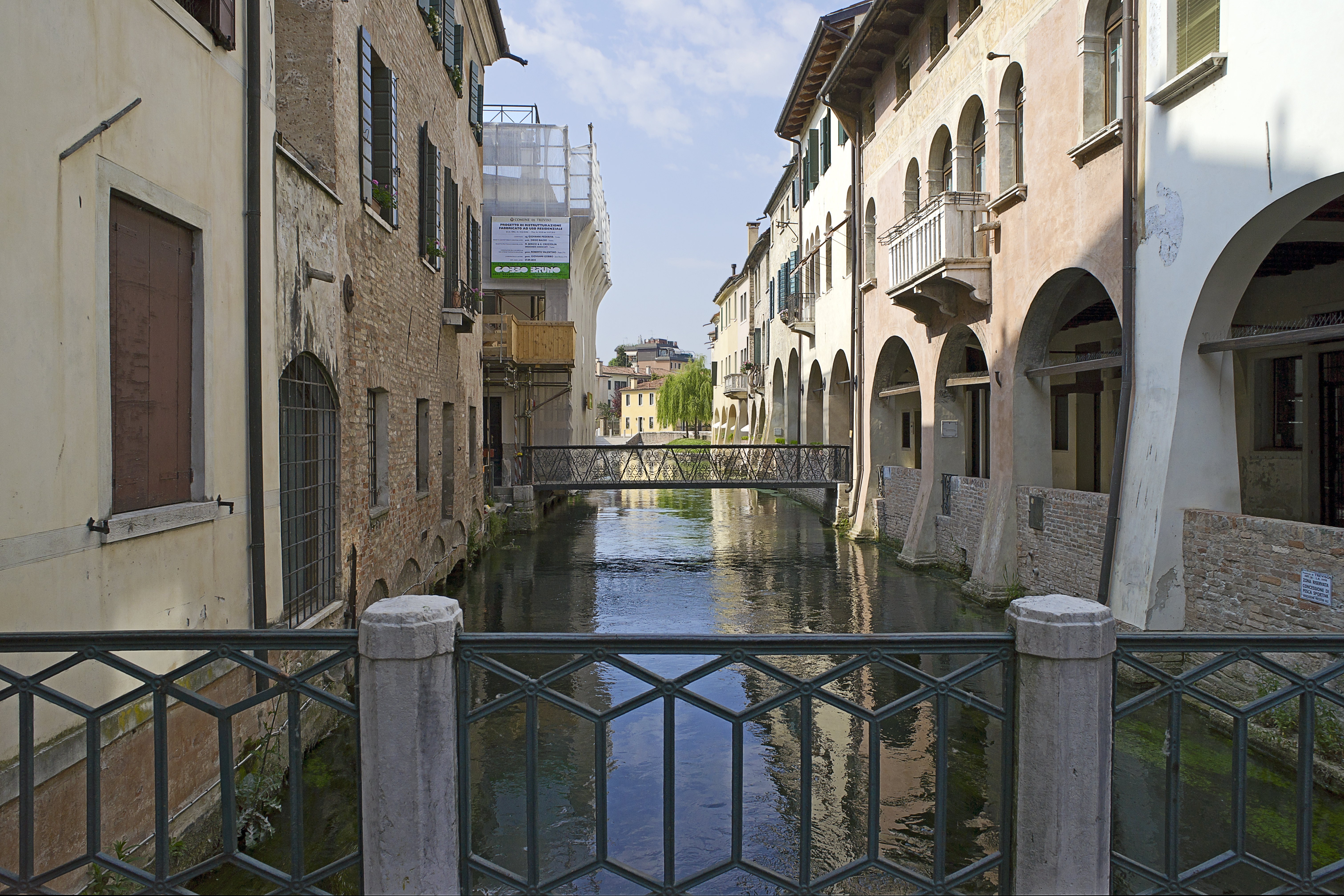
運河

## 文化・名物

### 宗教
- キリスト教
  - トレヴィーゾ司教座が置かれている。

### 名産・特産
トレヴィーゾ種のチコリとスプリッツ(トレヴィーゾの若者に人気のある食前酒)の二つがよく知られている。
特色のある料理は「risi e bisi」(米とえんどう豆)、「pasta e fagioli」（パスタといんげん豆）、「sarde e cipolle」(イワシとタマネギ)、「zuppa di piccione」(鳩のスープ)など。
ワインについてはプロセッコとカベルネが上質である。
紫キャベツ「トレヴィス」はトレヴィーゾの名産品であり、年に１度、セニョーリ広場にて「トレヴィス祭」が開催される。
世界に広まったデザートのティラミスは、1970年代にトレヴィーゾのあるレストランで生まれたとされている。

### スポーツ
- トレヴィーゾFC - プロサッカークラブ
- シスレー・バレー - プロバレーボールクラブ
- ベネトン・ラグビー・トレヴィーゾ - プロラグビークラブ
- パッラカネストロ・トレヴィーゾ - プロバスケットボールクラブ